# Amsteldiepdijk
L'Amsteldiepdijk est une digue néerlandaise qui fait office de barrage entre Van Ewijcksluis en Hollande-Septentrionale continentale et l'ancienne île de Wieringen, et sert de liaison routière entre ces deux localités en accueillant la N99. Elle sépare l'Amstelmeer de la mer des Wadden, une écluse permettant la navigation.

## Histoire
Après des inondations catastrophiques au Moyen Âge, Wieringen est devenue une île.
Peu à peu les marées ont modelé le passage, le chenal central s'appelait Amsteldiep et donnera son nom à l'ouvrage considéré ici, un autre chenal nommé Ulkediep se trouvait près de l'île de Wieringen.
Après plusieurs siècles, en 1924, la décision est prise de débuter les travaux du Zuiderzee dont ce barrage peut être considéré comme le premier ouvrage d'art. 
Après une année de travaux Wieringen est désormais reliée à l'ouest au continent et n'est donc plus une île.
Ce barrage sert de prototype pour les travaux à venir. Certaines erreurs ont pu servir de leçon. Du côté du lac Amstelmeer un affaissement est encore visible. Le gouvernement a jugé que c'était la faute de l'entrepreneur, finalement, celui-ci a dû payer des dommages à l'État. Cet événement a décidé les principaux entrepreneurs à unir leurs forces dans un consortium, la Société pour la mise en œuvre des travaux du Zuiderzee.
Cet ouvrage a été un prototype, car pour la première fois, de l'argile caillouteuse a été utilisée dans la construction de digue. Aussi il a été montré que le sol mou peut encaisser des remblais.
Il est appelé  petit barrage par opposition à la grande digue ou l'Afsluitdijk qui restait alors à construire à l'est de l'île de Wieringen.
La digue du sud pour clôturer le polder Wieringermeer, restait aussi à construire.
| \| Localisation du Zuiderzee dans le Monde \| Polder pilote Andijk · (1927) Amsteldiepdijk (1924) Afsluitdijk · (1932) Houtribdijk (1975) Knardijk (1956) Flevoland de l'Est · (1957) Flevoland du Sud · (1967) Noordoostpolder · (1942) Wieringermeer · (1930) IJsselmeer Markermeer Mer des Wadden Marken Urk Schokland Wieringen Amsterdam Hollande du Nord Ultrecht Frise Gueldre Overijssel Récupération Existant Eau douce Eau salée |
| Localisation du Zuiderzee dans le Monde |